# كارلوس دي ألميدا
كارلوس دي ألميدا (بالبرتغالية: Carlos Almeida Buckton‏) هو مجدف برازيلي، ولد في 11 ديسمبر 1969.

## وصلات خارجية
- كارلوس دي ألميدا على موقع الاتحاد الدولي للتجديف (الإنجليزية)
- كارلوس دي ألميدا على موقع أوليمبيديا (الإنجليزية)